# 超WONDERFUL!⑥
『超WONDERFUL!⑥』（ちょうワンダフルろく）は、℃-uteの6枚目のアルバム。 2011年4月6日にzetimaから発売された。

## 概要
初回生産限定盤はDVD+CD、通常版はCDのみ。また、通常盤初回特典としてフォトカード（集合1種）が封入されている。当初、発売予定日は2011年3月23日の予定だったが、2011年3月11日に発生した東北地方太平洋沖地震の影響により、2週間後の4月6日になる事が発表された。

## 収録曲
全作詞・作曲：つんく
1. 超WONDERFUL!
編曲：板垣祐介
2. Midnight Temptation
編曲：湯浅公一
3. Kiss me 愛してる
編曲：平田祥一郎
15thメジャーシングル。
4. いざ、進め! Steady go!
編曲：板垣祐介
5. ルルルルル
編曲：高橋諭一
6. 別れたくない…
編曲：鈴木Daichi秀行
7. 会いたいロンリークリスマス
編曲：湯浅公一
14thメジャーシングル。
8. サークル
編曲：板垣祐介
9. Danceでバコーン!
編曲：鈴木俊介
13thメジャーシングル。
10. 3番ホーム 3両目
編曲：大久保薫
11. キャンパスライフ〜生まれて来てよかった〜
編曲：板垣祐介
12thメジャーシングル。